# Ciclismo contrarreloj femenino en los Juegos Olímpicos de Londres 2012
El evento de carrera contrarreloj femenino de ciclismo en ruta en los Juegos Olímpicos de Londres 2012 tuvo lugar el 1 de agosto en la ciudad de Londres. En la prueba contra reloj, los atletas comenzaron a intervalos de 90 segundos y ek que completara la carrera en el tiempo más rápido ese era el ganador. El evento comenzó y terminó en Hampton Court Palace en el suroeste de Londres, e incluía secciones de Richmond, Kingston upon Thames y Surrey. Ambos eventos tanto como masculino y femenino se llevaron a cabo en una sola vuelta, con ligeras variaciones en los cursos que reflejaban las diferentes distancias – 44 mi (70,81 km) para los hombres, 29 mi (46,67 km) para las mujeres.

## Horario
Todos los horarios están en Tiempo Británico (UTC+1)
| Fecha                         | Tiempo | Ronda |
| ----------------------------- | ------ | ----- |
| Miércoles 1 de agosto de 2012 | 14:15  | Final |

## Clasificación
| Evento                                          | Ranking por nación | Clasificados | Atletas por CON |
| ----------------------------------------------- | ------------------ | --- | --------------- |
| Ranking UCI 2012                                | 1º al 15º          | Países Bajos (NED) · Alemania (GER) · Estados Unidos (USA) · Italia (ITA) · Reino Unido (GBR) · Suecia (SWE) · Australia (AUS) · Rusia (RUS) · Bélgica (BEL) · Canadá (CAN) · Francia (FRA) · Brasil (BRA) · Sudáfrica (RSA) · Lituania (LTU) · Nueva Zelanda (NZL) | 1               |
| Evento individual del Campeonato del Mundo 2011 | 1º al 10º          | Alemania (GER) · Reino Unido (GBR) · Canadá (CAN) · Países Bajos (NED) · Estados Unidos (USA) · Suecia (SWE) · Australia (AUS) · Azerbaiyán (AZE) · Rusia (RUS) · Italia (ITA) · Finlandia (FIN)                                                                    | 1               |
| Total                                           |                    | | 25              |

## Resultados
La lista provisional de inscritos se publicó el 23 de julio, y la lista de salida confirmada de 24 ciclistas el 31 de julio.
| Rank              | Ciclista                 | Tiempo   |
| ----------------- | ------------------------ | -------- |
| Medalla de oro    | Kristin Armstrong (USA)  | 37:34.82 |
| Medalla de plata  | Judith Arndt (GER)       | 37:50.29 |
| Medalla de bronce | Olga Zabelinskaya (RUS)  | 37:57.35 |
| 4                 | Linda Villumsen (NZL)    | 37:59.18 |
| 5                 | Clara Hughes (CAN)       | 38:28.96 |
| 6                 | Emma Pooley (GBR)        | 38:37.70 |
| 7                 | Amber Neben (USA)        | 38:45.17 |
| 8                 | Ellen van Dijk (NED)     | 38:53.68 |
| 9                 | Trixi Worrack (GER)      | 39:20.73 |
| 10                | Lizzie Armitstead (GBR)  | 39:26.24 |
| 11                | Pia Sundstedt (FIN)      | 40:01.69 |
| 12                | Tatiana Antoshina (RUS)  | 40:12.49 |
| 13                | Shara Gillow (AUS)       | 40:25.03 |
| 14                | Emma Johansson (SWE)     | 40:38.56 |
| 15                | Audrey Cordon (FRA)      | 40:40.51 |
| 16                | Marianne Vos (NED)       | 40:40.79 |
| 17                | Emilia Fahlin (SWE)      | 41:15.86 |
| 18                | Clemilda Fernandes (BRA) | 41:25.39 |
| 19                | Denise Ramsden (CAN)     | 41:44.81 |
| 20                | Elena Tchalykh (AZE)     | 41:47.06 |
| 21                | Tatiana Guderzo (ITA)    | 41:48.94 |
| 22                | Noemi Cantele (ITA)      | 41:51.18 |
| 23                | Liesbet De Vocht (BEL)   | 42:08.28 |
| 24                | Ashleigh Moolman (RSA)   | 42:23.57 |